# 石碧
石碧（1958年6月—），四川成都人，中国皮革化学与工程专家，四川大学皮革工程系教授。1978年起在四川大学制革工程专业和皮革化学与工程专业学习，先后获学士、硕士和博士学位。2009年度当选为中国工程院环境与轻纺工程学部院士。任第十届全国人大代表，第十届四川省政协常委，第十二届全国政协委员。2018年1月，当选第十三届全国政协委员。